# Буриаско
Буриаско (итал. Buriasco, пьем. Buriasch) — коммуна в Италии, располагается в регионе Пьемонт, в провинции Турин.
Население составляет 1405 человек (2008 г.), плотность населения составляет 100 чел./км². Занимает площадь 14 км². Почтовый индекс — 10060. Телефонный код — 0121.
Покровителем коммуны почитается Архангел Михаил, празднование в третье воскресение сентября.

## Демография
Динамика населения:

## Города-побратимы
- Мария Хуана, Аргентина

## Администрация коммуны
- Официальный сайт: